# Перуђа
Перуђа (итал. Perugia, лат. Perusia) је познати град у Италији. Перуђа је управно средиште и највећи град покрајине Умбрија у средишњем делу државе и главни град истоименог Округа Перуђа.
Перуђа је позната као једна од градова који су највише дали развоју ренесансе.

## Географија
Перуђа се налази у средишњој Италији. Од престонице Рима град је удаљен око 185 км северно, а од Фиренце 150 км јужно.

### Рељеф
Перуђа се развила у брдско-планинском делу средишњих Апенина, на знатној висини од око 500 m. Град се налази на изразито покренутом терену, па су разлике у висини појединих делова града и до 250 m. Треба истаћи и велику сеизмичност подручја, па је град током историје задесило више земљотреса (1832, 1838, 1854. и 1997).

### Клима
Клима у Перуђи је измењено средоземна, тј. оштрија је, пре свега због положаја града далеко од мора и због знатне надморске висине.
| Клима Перуђе (1971–2000, екстреми 1967–садашњост)  | Клима Перуђе (1971–2000, екстреми 1967–садашњост) | Клима Перуђе (1971–2000, екстреми 1967–садашњост) | Клима Перуђе (1971–2000, екстреми 1967–садашњост) | Клима Перуђе (1971–2000, екстреми 1967–садашњост) | Клима Перуђе (1971–2000, екстреми 1967–садашњост) | Клима Перуђе (1971–2000, екстреми 1967–садашњост) | Клима Перуђе (1971–2000, екстреми 1967–садашњост) | Клима Перуђе (1971–2000, екстреми 1967–садашњост) | Клима Перуђе (1971–2000, екстреми 1967–садашњост) | Клима Перуђе (1971–2000, екстреми 1967–садашњост) | Клима Перуђе (1971–2000, екстреми 1967–садашњост) | Клима Перуђе (1971–2000, екстреми 1967–садашњост) | Клима Перуђе (1971–2000, екстреми 1967–садашњост) |
| Показатељ \ Месец                                  | .Јан.                                             | .Феб.                                             | .Мар.                                             | .Апр.                                             | .Мај.                                             | .Јун.                                             | .Јул.                                             | .Авг.                                             | .Сеп.                                             | .Окт.                                             | .Нов.                                             | .Дец.                                             | .Год.                                             |
| -------------------------------------------------- | ------------------------------------------------- | ------------------------------------------------- | ------------------------------------------------- | ------------------------------------------------- | ------------------------------------------------- | ------------------------------------------------- | ------------------------------------------------- | ------------------------------------------------- | ------------------------------------------------- | ------------------------------------------------- | ------------------------------------------------- | ------------------------------------------------- | ------------------------------------------------- |
| Апсолутни максимум, °C (°F)                        | 17,3 (63,1)                                       | 21,7 (71,1)                                       | 25,6 (78,1)                                       | 29,7 (85,5)                                       | 35,0 (95)                                         | 37,5 (99,5)                                       | 39,6 (103,3)                                      | 38,9 (102)                                        | 35,3 (95,5)                                       | 30,2 (86,4)                                       | 24,0 (75,2)                                       | 19,3 (66,7)                                       | 39,6 (103,3)                                      |
| Максимум, °C (°F)                                  | 8,9 (48)                                          | 10,9 (51,6)                                       | 14,1 (57,4)                                       | 16,8 (62,2)                                       | 22,1 (71,8)                                       | 26,1 (79)                                         | 30,0 (86)                                         | 30,0 (86)                                         | 25,5 (77,9)                                       | 19,7 (67,5)                                       | 13,3 (55,9)                                       | 9,3 (48,7)                                        | 18,9 (66)                                         |
| Просек, °C (°F)                                    | 4,8 (40,6)                                        | 6,0 (42,8)                                        | 8,4 (47,1)                                        | 11,0 (51,8)                                       | 15,7 (60,3)                                       | 19,4 (66,9)                                       | 22,6 (72,7)                                       | 22,8 (73)                                         | 19,2 (66,6)                                       | 14,4 (57,9)                                       | 8,9 (48)                                          | 5,5 (41,9)                                        | 13,2 (55,8)                                       |
| Минимум, °C (°F)                                   | 0,6 (33,1)                                        | 1,1 (34)                                          | 2,6 (36,7)                                        | 5,1 (41,2)                                        | 9,3 (48,7)                                        | 12,6 (54,7)                                       | 15,2 (59,4)                                       | 15,6 (60,1)                                       | 12,8 (55)                                         | 9,1 (48,4)                                        | 4,4 (39,9)                                        | 1,8 (35,2)                                        | 7,5 (45,5)                                        |
| Апсолутни минимум, °C (°F)                         | −15,8 (3,6)                                       | −17,0 (1,4)                                       | −8,3 (17,1)                                       | −5,0 (23)                                         | −1,9 (28,6)                                       | 5,2 (41,4)                                        | 6,9 (44,4)                                        | 6,0 (42,8)                                        | 3,6 (38,5)                                        | −1,4 (29,5)                                       | −8,2 (17,2)                                       | −14,8 (5,4)                                       | −17,0 (1,4)                                       |
| Количина падавина, mm (in)                         | 52,7 (2,075)                                      | 56,8 (2,236)                                      | 54,0 (2,126)                                      | 72,0 (2,835)                                      | 75,6 (2,976)                                      | 69,9 (2,752)                                      | 37,4 (1,472)                                      | 49,7 (1,957)                                      | 87,6 (3,449)                                      | 85,7 (3,374)                                      | 94,7 (3,728)                                      | 68,4 (2,693)                                      | 804,5 (31,673)                                    |
| Дани са падавинама (≥ 1.0 mm)                      | 7,1                                               | 7,1                                               | 7,0                                               | 8,7                                               | 8,4                                               | 7,1                                               | 4,7                                               | 4,9                                               | 6,5                                               | 7,7                                               | 8,4                                               | 7,8                                               | 85,4                                              |
| Релативна влажност, %                              | 83                                                | 77                                                | 73                                                | 74                                                | 74                                                | 71                                                | 68                                                | 69                                                | 71                                                | 76                                                | 82                                                | 85                                                | 75                                                |
| Извор: Servizio Meteorologico (humidity 1968–1990) |                                                   |                                                   |                                                   |                                                   |                                                   |                                                   |                                                   |                                                   |                                                   |                                                   |                                                   |                                                   |                                                   |

### Воде
Кроз град не протиче ниједан значајнији водоток, али позната река Тибар протиче свега неколико километара западно од града.

## Историја

### Праисторија
Град је у време праисторије био насељен племеном Умбри, који су по неком историјском предању били оснивачи града. Умбри су имали доста сличности са Етрурцима под чији културни утицај су пали захваљујући везама које су имали са њима.
Право урбано језгро Перуђе формира се око друге половине VI века п. н. е. Перуђа је била један од градова древне Етрурије. Већ тада је град био познат под називом Перузија, и тај назив је сачуван до данас. Оригинални етрурске зидине, видљиве су и дан данас, а подигнуте су између IV и III века п. н. е. и дуге су чак 3 km.

### Античка Перуђа
Римљани су освојили Умбрију и Перузију крајем 3. века п. н. е. , тачније 295. године у бици код Сентина где је римска војска под заповедништвом конзула Квинта Фабија Максима Рулијана и Публија Деција Муса победила коалицију Самнита, Етрураца, Умбра и Гала. Тако је започет процес укључивања данашње Умбрије у римску културу. Римљани су оснивали колоније и градили друмове. Један од таквих је Вија Фламинија (итал. Via Flaminia) који је изграђен 220. п. н. е. и који је био врло битан за развој града Перузије у антици.
Пролазак Вија Фламиније је био ослонац развоја града Перузије у антици. За време Другога пунскога рата, битка код Тразименског језера, одиграла се на неколико километара од Перуђе 24. јуна 217. п. н. е. између Картагињана и Римљана. То је била једна од битака Другог пунског рата. Умбри се нису мешали, али су се постепено временом стапали са римским становништвом.
За време За време грађанскога рата рата између Марка Антонија и Октавијана, 40. п. н. е., Перуђа је стала на стану Марка Антонија. Римски цар Октавијан Август освојио је град и дао му је ново име Augusta Perusia. Приликом освајања Октавијан је потпуно разрушио град.

### Средњи век
Почетком средњег века Перуђа је променила више господара (Остроготи, Византинци, Лангобарди, Франци).
Византијски цар Јустинијан је у 6. веку у својим напорима да обнови величину и сјај Римског царства освојио Перуђу. Године 537. године, на обронцима Перуђе сукобиле су се византијске трупе вођене војсковођом Велизаром, који је био војсковођа цара Јустинијана са Остроготима које је предводио Витигес.
Тотила, остроготски краљ, опседао је Перуђу током две године, да би 548. да заузме град и да га уништи. Такође је наредио да се погуби бискуп Ерколан, захваљујући којем је цео град успешно одолевао опсади. Ерколано ће постати један од светаца-заштитника града Перуђа. Његов дан се слави 7. новембра.
После смрти последњег остроготског краља, Теје, Перуђа и Умбрија поново потпадају под власт Византије. Све до краја VIII века град ће остати под византијском доминацијом, изузев два кратка периода лангобардске окупације на крају VI века. 
У другој половини VIII века Перуђа и њена територија пале су под утицај папске власти.
У 10. веку долази до осамостаљивања Перуђе, као и других градова у окружењу. Унутар градских зидина 936. године почиње да се гради катедрала Св. Лоренца. Следећа два века прошла су у сталним размирицама са суседним градовима-државама (Кортона, Асизи, Тоди, Фолињо). У XI веку постаје комуна. У 12. веку град потпада под власт Папске државе и то стање остаје вековима.
Четворица папа су изабрани баш у овом граду (Хонорије III, Хонорије IV, Целестин V и Климент V). С друге стране, Перуђа је била једна од првих градова која је устала против Гргура IX. У међувремену формирале су се две партије народна (Распанти) и племићка (Бекерини). Стално је долазило до несугласица између присталица ове две партије у XIV веку.
Као резултати интерних градских борби, у граду се смењује неколико породица - Висконти, Микелоти, Фортебрачи. За време владавине Андрее Фортебрачија, команданта плаћеничке војске (кондотијера), изводе се важни јавни радови као што је изградња резиденције Брачијевих позната као Сопра муро („Sopra muro“).
У XIII веку и у првим деценијама следећег века Перуђа се намеће као важан центар уметности и културе. У 14. веку је основан Универзитет у Перуђи, један од најпознатијих у целој Италији. После неуспешног рата против папе Павла III, Перуђа је изгубила слободу 1531.

### Од Папске државе до уједињења Италије
Године 1540. Павле III подигао је тврђаву знану као Рока Паолина да би се заштитио од гнева Перуђана.
Од XVI века па све до уједињења Италије 1860. године Перуђа ће пролазити кроз дуг период стагнације, како економске, тако и демографске. Ипак на пољу архитектуре и уметности изграђене су многе вредне грађевине. У овом раздобљу изграђене су многе племићке резиденције које и данас красе Перуђу, као и многе престижне барокне цркве међу којима се истиче она посвећена Св. Филипу Црном (итал. San Filippo Neri).
Француске трупе су окупирале град 1797. Након Француске револуције и Наполеоновог освајања Италије 1797. године Перуђа је ушла у састав тзв. Римске републике (1789—1799) и Наполеоновога царства (1809—1814).
У 19 веку, Перуђу је три пута погодио земљотрес. Било је то 1832, 1838. и 1854. године.
Јуна 1859. становници су се дигли против папе и успоставили су своју владавину, које су трупе Пија IX угушиле у крви, али су ипак следеће године трупе Виктора Емануела ушле у град и припојиле Перуђу Краљевини Италији.
Од септембра 1860. град је коначно био припојен, заједно са остатком Умбрије, Краљевини Италији. Припајање је било озваничено плебисцитом од 4. новембра 1860. После уједињења Италије Перуђа је постала главни град покрајине Умбрија.

### Двадесети век
Бенито Мусолини, италијански диктатор и фашиста из Перуђе креће на марш на Рим 1922.
У Другом светском рату, Перуђу заузимају британски војници који улазе у Перуђу 20. јуна 1944, само неколико дана по изласку немачких трупа из града.

## Становништво
Према резултатима пописа становништва 2011. у општини је живело 162.449 становника.
| 1931.  | 1936.  | 1951.  | 1961.   | 1971.   | 1981.   | 1991.   | 2001.   | 2011.   |
| ------ | ------ | ------ | ------- | ------- | ------- | ------- | ------- | ------- |
| 77.352 | 82.407 | 95.310 | 112.511 | 129.921 | 142.348 | 144.732 | 149.125 | 162.449 |

2008. године. Перуђа је имала око 165.000 становника, 2,5 пута више у односу на почетак 20. века.
Град данас има значајан удео имигрантског становништва, досељеника из свих крајева свега (близу 10% градског становништва), највише из Латинске Америке и источне Европе.

## Градске знаменитости
Перуђа, као и многи други древни градови Италије, има очувано старо градско језгро. Посебност Перуђе је веома покренут терен старог града, због чега се овде пружају изванредни видиковци и изванредне могућности отварања панорама и погледа.
Најпознатије грађевине:
- Катедрала св. Лоренца, 12-14. век
- Црква св. Петра, 16. век
- Палата деи Приори, 14. век
- Фонтана Мађоре, 13. век
- Етрурски бунар,
- Етрурски лук.

## Саобраћај
Посебност Перуђе је новоотворена (2008. године) минијатурна врста метроа - Миниметро. Миниметро Перуђа је уведен у циљу смањења преоптерећености возилима старог градског језгра, који је густо насељено, са малом ширином улица и обично великог нагиба.

## Партнерски градови
- Сијетл
- Констанца
- Братислава
- Екс ан Прованс
- Тибинген
- Потсдам
- Алатри
- Гранд Рапидс
- Сиракуза

## Галерија
- Катедрала св. Лоренца
- Палата деи Приори
- Фонтана Мађоре
- Етрурски лук